# Эстребе
Эстребе́ (фр. Estrebay) — коммуна во Франции, находится в регионе Шампань — Арденны. Департамент — Арденны. Входит в состав кантона Рюминьи. Округ коммуны — Шарлевиль-Мезьер.
Код INSEE коммуны — 08154.
Коммуна расположена приблизительно в 185 км к северо-востоку от Парижа, в 100 км севернее Шалон-ан-Шампани, в 27 км к западу от Шарлевиль-Мезьера.

## Население
Население коммуны на 2008 год составляло 80 человек.
| 1962 | 1968 | 1975 | 1982 | 1990 | 1999 | 2008 |
| ---- | ---- | ---- | ---- | ---- | ---- | ---- |
| 111  | 130  | 98   | 81   | 66   | 69   | 80   |

## Экономика
В 2007 году среди 41 человека в трудоспособном возрасте (15—64 лет) 32 были экономически активными, 9 — неактивными (показатель активности — 78,0 %, в 1999 году было 72,7 %). Из 32 активных работали 30 человек (15 мужчин и 15 женщин), безработных было 2 (1 мужчина и 1 женщина). Среди 9 неактивных 2 человека были учениками или студентами, 5 — пенсионерами, 2 были неактивными по другим причинам.

## Фотогалерея

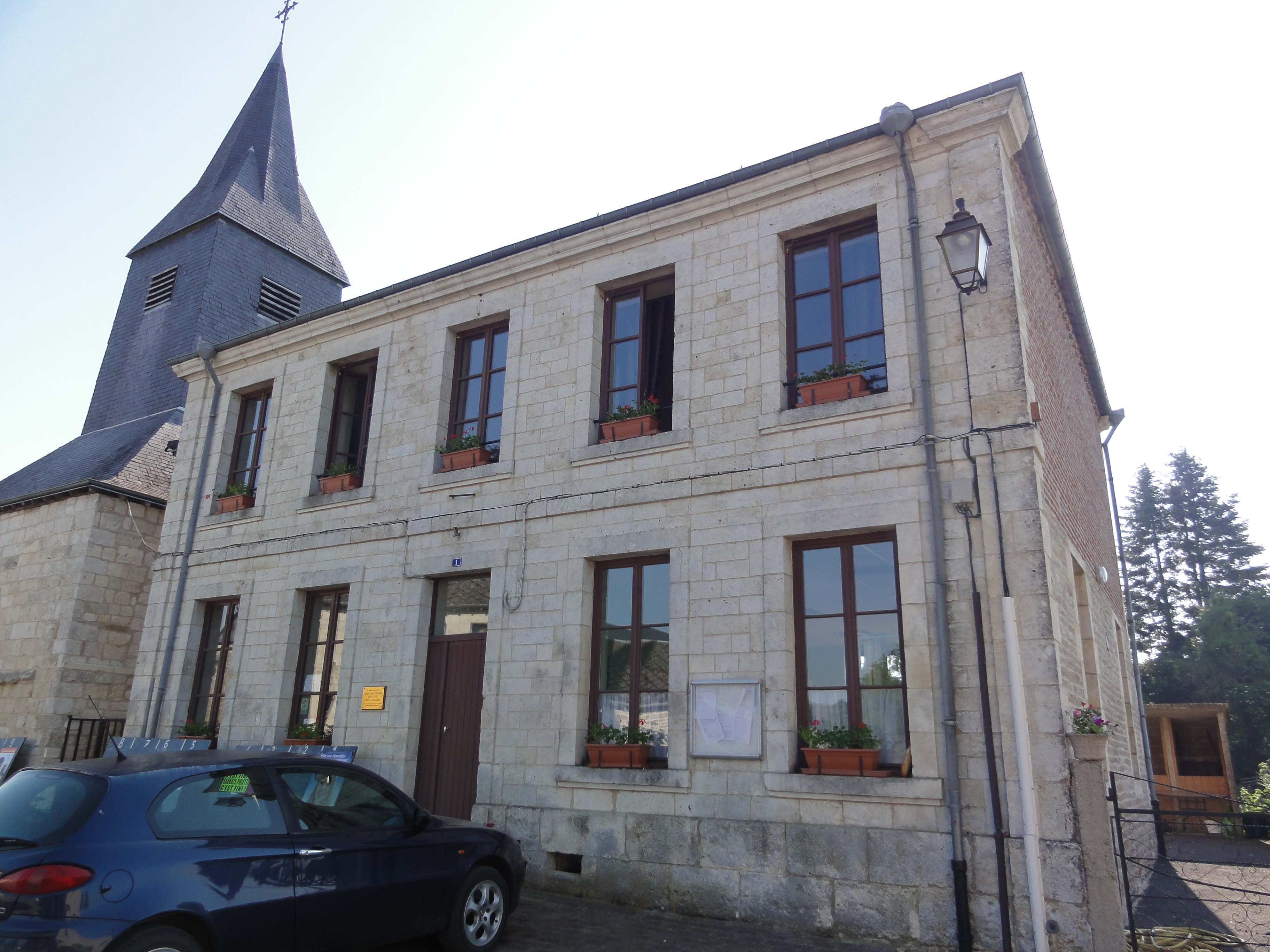
Мэрия
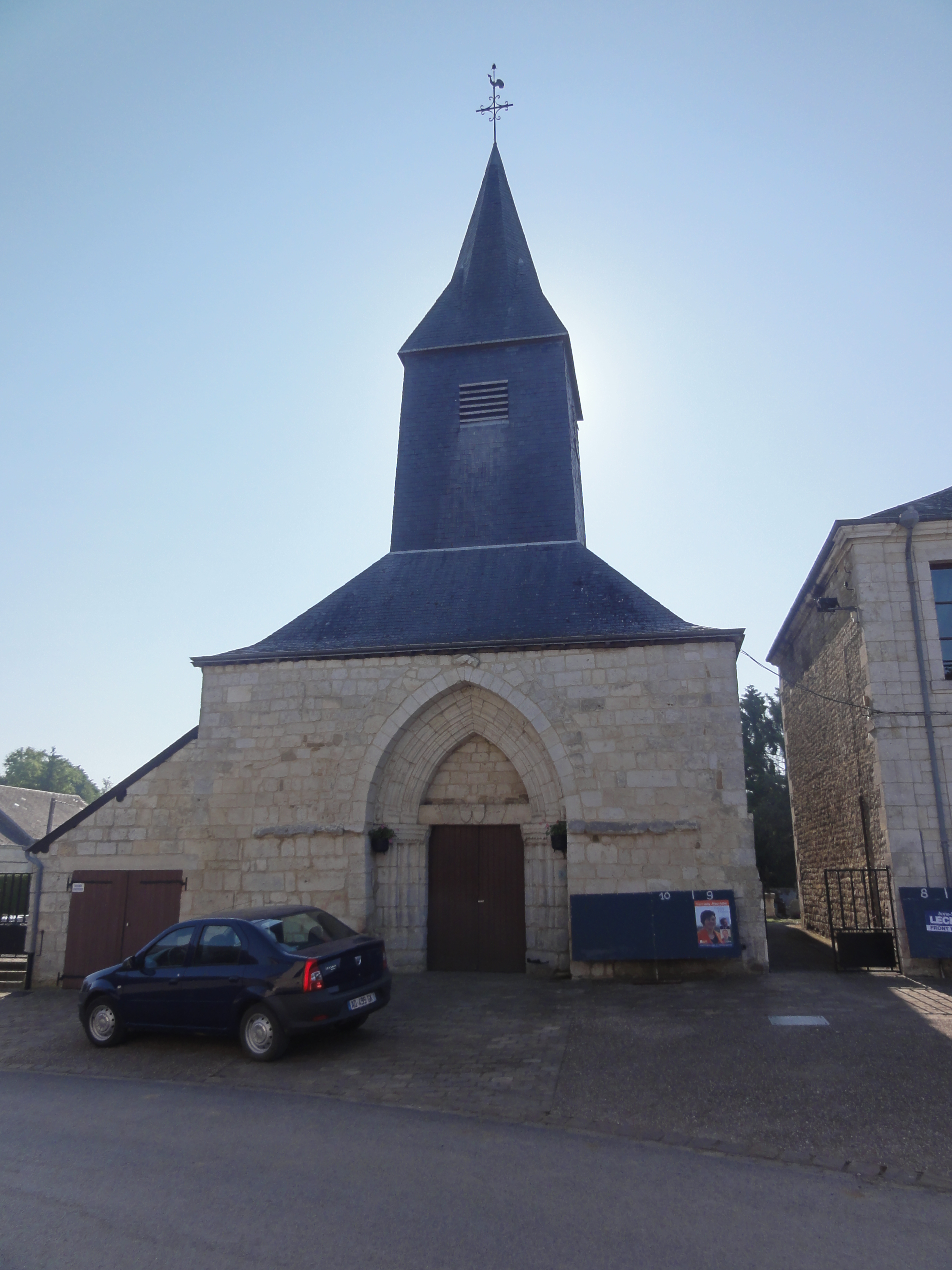
Церковь
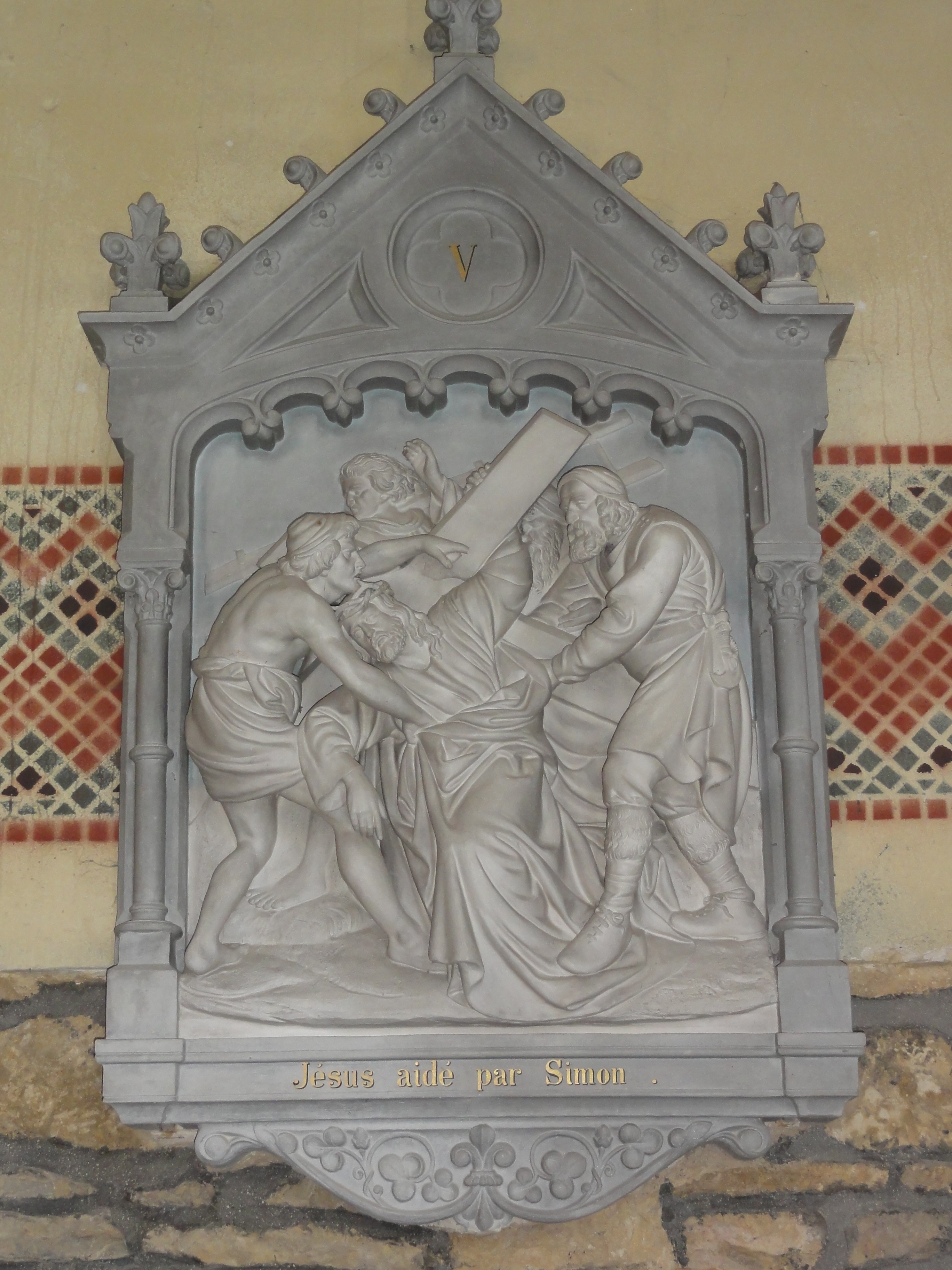
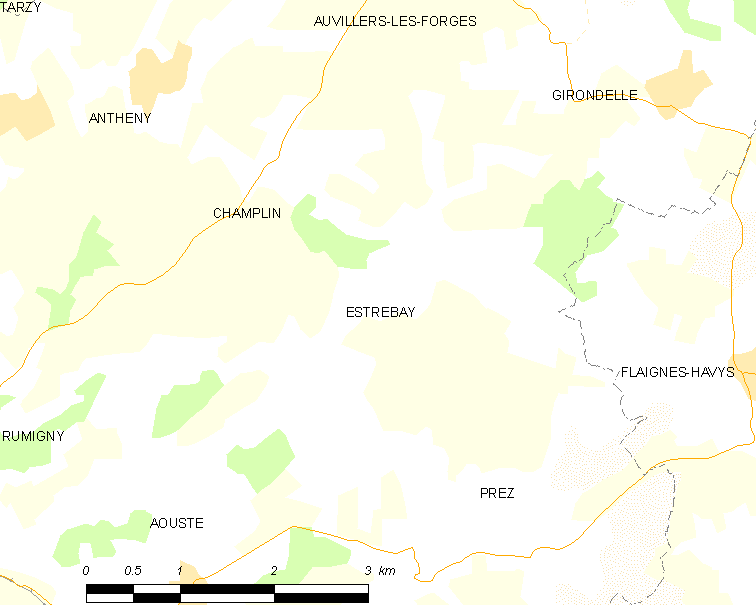
Карта коммуны